# Callenya lenya
Callenya lenya is een vlinder uit de familie van de Lycaenidae. De wetenschappelijke naam van de soort is voor het eerst gepubliceerd in 1932 door William Harry Evans.

## Verspreiding
De soort komt voor in Myanmar en Maleisië.

## Ondersoorten
- Callenya lenya lenya (Evans, 1932)
  - = Celastrina melaena cowani Corbet, 1940
- Callenya lenya baluana Eliot & Kawazoé, 1983